# Kurzgesagt
Kurzgesagt (in tedesco: in poche parole) è uno studio d'animazione con sede a Monaco di Baviera. I lavori prodotti sono caricati su un canale YouTube specializzato in cartoni animati educativi su argomenti umanistici e scientifici.
Fondato da Philipp Dettmer nel 2013, il canale ha raggiunto 20 milioni di iscritti. I video di YouTube di Kurzgesagt espongono solitamente argomenti scientifici, come il Big Bang, e talora presentano anche argomenti a carattere politico e filosofico, quali la crisi europea dei migranti ed il nichilismo ottimista. I video hanno una durata compresa fra i cinque e i dieci minuti, e sono disponibili in lingua inglese sul canale Kurzgesagt - In a nutshell, in lingua tedesca sul canale Dinge erklärt – Kurzgesagt (lett. Spiegazione delle cose - Kurzgesagt), e in lingua spagnola sul canale En Pocas Palabras - Kurzgesagt.

## Storia
Il canale YouTube è attivo dal 9 luglio 2013, e dopo una crescita della platea di ascoltatori, è divenuto un'impresa di circa quaranta dipendenti. 
Nel 2015 ricevette l'incarico di realizzare un video per la Fondazione Bill & Melinda Gates dal titolo The End of Disease ("la fine delle malattie"), in relazione agli Obiettivi di sviluppo sostenibile previsti per il 2013. Kurzgesagt ha realizzato video per istituzioni pubbliche, società private, organizzazioni senza scopo di lucro, fra i quali Audi e l'Accademia delle Scienze Australiana

Una seconda fonte di finanziamento sono le donazioni mensili raccolte dalla nota piattaforma di crowdfunding Patreon.
I video possono essere visualizzati nel canale di YouTube e nel sito di Kurzgesagt, in inglese e tedesco, lingue alle quali spesso si aggiungono le traduzioni in altri idiomi da parte di utenti volontari del sito. Kurzgesagt realizza in media un video al mese, e in un forum aperto discute col pubblico suggerimenti per i prossimi contenuti da sviluppare.

Nell'intento del suo fondatore, Kurzgesagt si rivolge ad un pubblico generalista e, mediante immagini e video, intende rendere accessibili i saperi anche ad utenti del tutto privi di una preparazione pregressa rispetto alle materie trattate.
I video fanno spesso riferimento alla cultura pop: Doctor Who, Star Wars, Pokémon e Rick and Morty.

## Finanziamenti
Nel 2015 il canale ha ricevuto una sovvenzione di 570.000 dollari USA dalla Bill and Melinda Gates Foundation, che in seguito ne è diventata uno dei principali sponsor. Kurzgesagt ha realizzato video che invitano a investire in nuove tecnologie sostenute dalla fondazione, come la carne artificiale, oltre a sostenere una visione ottimistica del cambiamento climatico e della disuguaglianza economica, una visione condivisa da Bill Gates.
Nel marzo 2022, Kurzgesagt ha ricevuto una sovvenzione di 2,97 milioni di euro da Open Philanthropy, che secondo il canale sarebbe stata investita per tradurre i video in varie lingue e finanziare la creazione di contenuti per TikTok. Il canale ha ricevuto un piccolo finanziamento anche dalla John Templeton Foundation.
Nel gennaio 2023 Kurzgesagt ha affermato che il 65% delle entrate dal 2020 al 2022 proveniva dal merchandise (vendita di prodotti personalizzati come tazze, poster e giocattoli), dal crowdfunding tramite Patreon e dalle entrate di Google AdSense. Le sponsorizzazioni commerciali o istituzionali rappresentavano solo il 24% degli introiti. La dichiarazione afferma che il canale tratta tutti i dati con scetticismo, che le fonti per le dichiarazioni sono sempre specificate e che tutto il lavoro di ricerca viene svolto internamente, senza alcuna influenza editoriale da parte di sponsor o donatori, una condizione che dicono sia inclusa in ogni accordo che stipulano. Kurzgesagt ha rilasciato questa dichiarazione in risposta a un video del dicembre 2022 che accusava il canale di essere stato "fondamentalmente comprato da miliardari".

## Il nome
Kurz gesagt in tedesco significa letteralmente "detto in breve".
Nel 2015 la scritta visualizzata nei video è mutata da Kurzgesagt a In a Nutshell - by Kurzgesagt, e nuovamente nel 2016 in Kurzgesagt - In a Nutshell.

## Statistiche
Secondo i dati dell'aggregatore cutestat.com, al 2017 Kurzgesagt risultava preceduto da 194 000 siti nella classifica globale di Alexa.